# 9. pehotni polk (Italija)
9. pehotni polk Regina/Bari (izvirno italijansko 9º Reggimento fanteria) je pehotni polk (Kraljeve) Italijanske kopenske vojske.

## Zgodovina
Polk je sodeloval na soški fronti prve svetovne vojne; med drugo svetovno vojno je bil polk nastanjen na otokih Egejskega morja.